# Bánh sò
Bánh sò hay bánh ma-đơ-len (tiếng Pháp và tiếng Anh: madeleine, petite madeleine) là một loại bánh ngọt nhỏ truyền thống của người Commercy và Liverdun, hai xã ở Lorraine miền đông bắc nước Pháp. Đây là những chiếc bánh bông lan nhỏ hình vỏ sò đặc trưng nhờ nướng trong khay lõm có hình dạng như vậy.
Những chiếc bánh madeleine xuất hiện vào thế kỷ 18 do một người hầu gái tên Madeleine Paulmier làm để phục vụ Công tước xứ Lorraine.
Trong một số trường hợp, cốt bánh génoise sẽ được sử dụng do hương vị tương tự nhưng nhẹ hơn bánh bông lan. Công thức làm bánh truyền thống còn có thêm các loại hạt, thường là hạnh nhân, được nghiền mịn. Một số biến thể sử dụng thêm vỏ chanh để tạo vị tươi mát. Phiên bản bánh madeleine của Anh cũng sử dụng bột bánh génoise nhưng được nướng trong những chiếc khuôn nhỏ dạng cốc. Thành phẩm sẽ được quét một chút mứt và dừa sấy rồi phủ thêm mứt anh đào lên trên.

## Hình ảnh

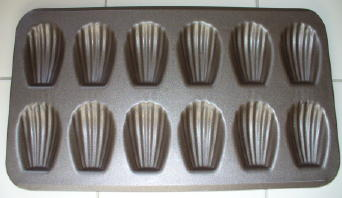
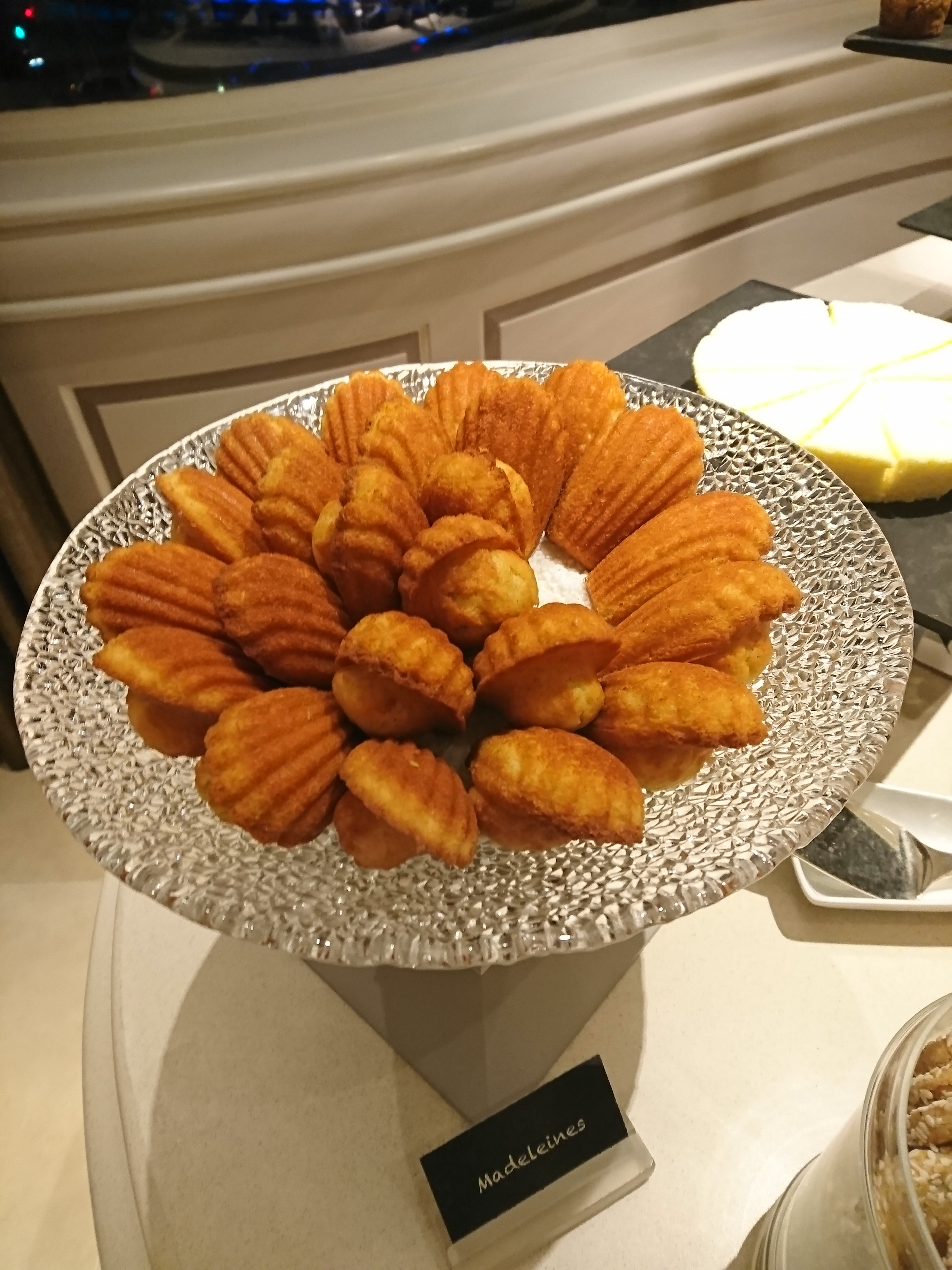
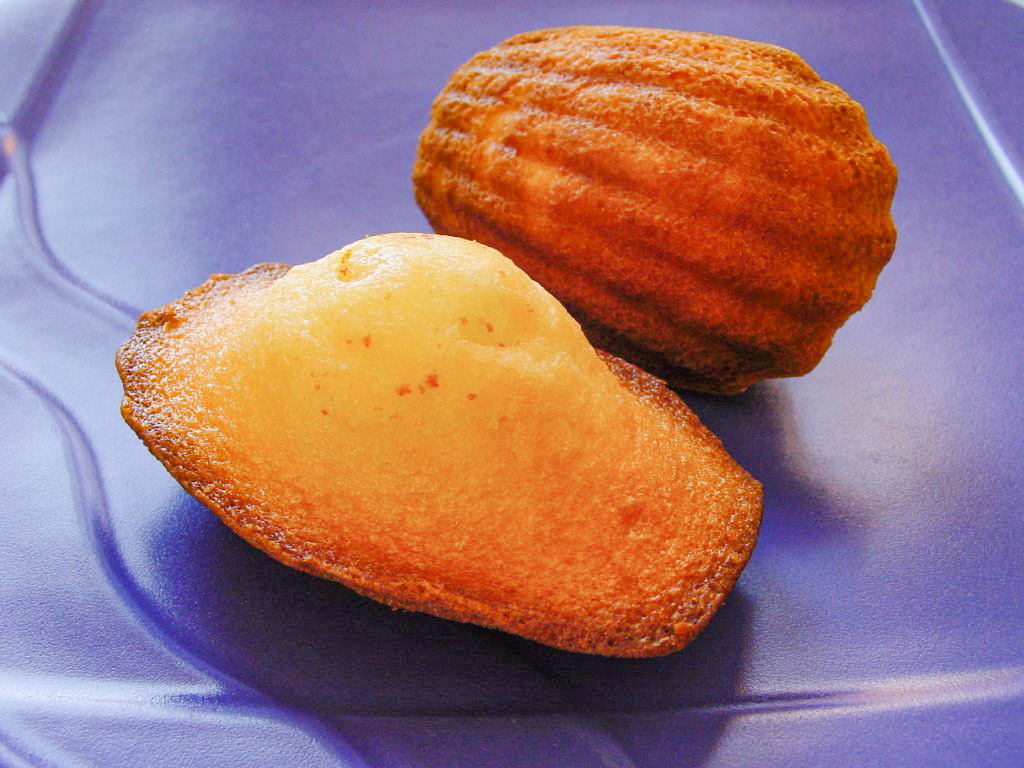
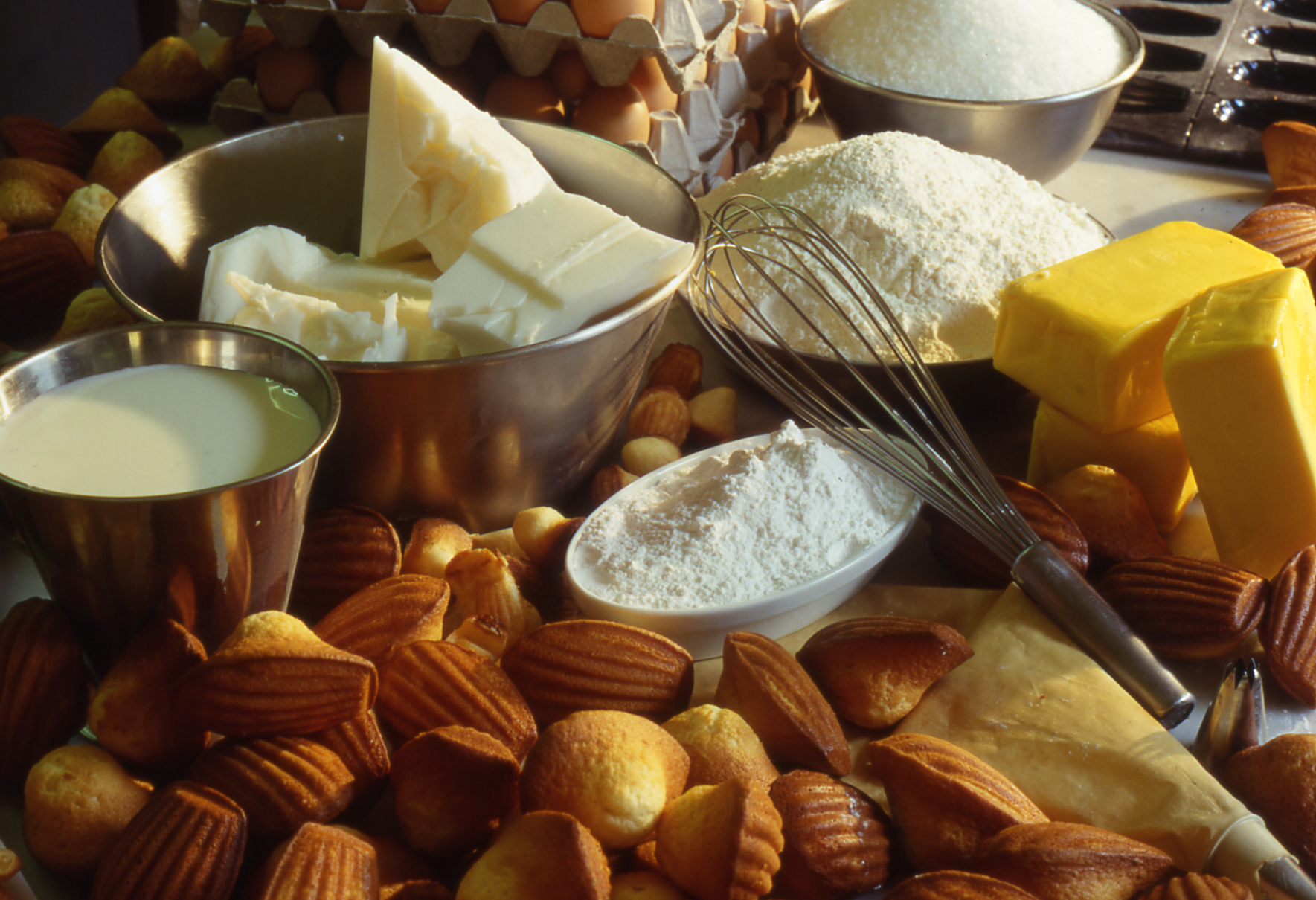